# کیم یو جین (بازیکن فوتبال، زاده ۱۹۷۹)
کیم یو جین (انگلیسی: Kim Yu-jin؛ زادهٔ ۱۷ ژوئیهٔ ۱۹۷۹) بازیکن فوتبال اهل کره جنوبی است.
وی همچنین در تیم ملی فوتبال زنان کره جنوبی بازی کرده‌است.